# Setodes ujiensis
Setodes ujiensis är en nattsländeart som först beskrevs av Akagi 1960.  Setodes ujiensis ingår i släktet Setodes och familjen långhornssländor. Inga underarter finns listade i Catalogue of Life.